# يارب بورلنجام
يارب بورلنجام (بالنرويجية: Jarle Bernhoft) (و. 1976  م) هو مغني، وكاتب أغاني، وعازف جاز، وعازف قيثارة، وعازف قيثارة جاز نرويجي، ولد في نيتيدال، يستخدم آلات قيثارة.

## جوائز
حصل على جوائز منها:
- نيشان الفنون والآداب من رتبة قائد (17 يناير 2013)[7]
- جائزة المنافسة العامة  [لغات أخرى]‏ (1946)

## وصلات خارجية
- يارب بورلنجام على موقع IMDb (الإنجليزية)
- يارب بورلنجام على موقع ميوزك برينز (الإنجليزية)
- يارب بورلنجام على موقع أول ميوزيك (الإنجليزية)
- يارب بورلنجام على موقع ديسكوغز (الإنجليزية)
- يارب بورلنجام على موقع قاعدة بيانات الفيلم (الإنجليزية)
- يارب بورلنجام في قاعدة بيانات الأفلام على الإنترنت